# Autopsychoterapia
Autopsychoterapia – metoda opracowana przez psychoterapeutę Alberta Ellisa. 
W samodzielnych próbach autopsychoterapii kluczową rolę odgrywa wyraźnie ukształtowana gotowość do wprowadzania w swoje życie gruntownych zmian. Podczas realizacji emocjonalnych nastawień ważna jest silna motywacja i pozytywne myślenie. Samodzielne próby przezwyciężenia swoich uzależnień często kończą się niepowodzeniem ze względu na brak wsparcia bliskich, brak wiedzy i doświadczenia w eliminowaniu swoich zaburzeń. Efektem mogą być poważne wstrząsy psychiczne i psychosomatyczne. Pomoc w takich wypadkach niosą książki, kliniki i terapeuci udzielający porad jak radzić sobie z rzeczywistością. Autopsychoterapia według Zbigniewa Cendrowskiego to „wszechstronne, samodzielne dążenie do zmiany nieracjonalnych postaw na drodze analitycznej, logistycznej, edukacyjnej i wolicjonalnej”.